# Lambert de Saint-Bertin
Lambert de Saint-Bertin (* um 1060; † 22. Juni 1125 in der Abtei Saint-Bertin) war ein französischer Benediktiner und Gelehrter.
1095 bis 1125 war Lambertus Abt der Abtei Saint-Bertin in Saint-Omer.
Zugeschrieben wurde Lambert die Verfasserschaft des Tractatus de moribus. Dieser enthält Aufzeichnungen über Gespräche mit Anselm von Canterbury, der die Abtei im November 1097 besuchte. Zahlreiche theologische und philosophische Schriften Lamberts, von denen berichtet wird, sind nicht erhalten geblieben.
Es ist umstritten, ob es sich bei Abt Lambert um den Autor des Liber Floridus handelt oder ob ein namensgleicher Mönch als Urheber anzusehen ist. Da dessen Autor Lambert de Saint-Omer zur selben Zeit im gleichen Ort tätig war, entstand um den Urheber einige Konfusion. Neuere Forschungen trennen zwischen dem Abt Lambert und dem Autor gleichen Namens des Liber Floridus.